# Deutscher Journalisten-Verband
Der Deutsche Journalisten-Verband (DJV) – Gewerkschaft der Journalistinnen und Journalisten e. V. ist die größte Journalistenorganisation Europas mit Sitz in Berlin und Bonn. Der DJV hat rund 27.000 Mitglieder. Bundesvorsitzender ist seit November 2023 der Journalist Mika Beuster. Stellvertretende Bundesvorsitzende sind seit November 2023 die freien Journalistinnen Anne Webert und Mariana Friedrich; Schatzmeisterin ist die freie Journalistin Katrin Kroemer. Außerdem gehören der Zeitungsredakteur Philipp Blanke, der Rundfunkjournalist Jonathan Janoschka und die freie Journalistin Ute Korinth dem Vorstand als Beisitzende an. Geschäftsführer des Bundesverbands ist Timo Conraths.

## Selbstdarstellung und Aktivitäten
Der DJV bezeichnet sich selbst als Kombination von Gewerkschaft und Berufsverband. Er sieht sich gleichermaßen als Interessenvertretung fest angestellter und freiberuflich tätiger Journalisten aus allen Medienbereichen. Diese können durchaus auch in Pressestellen und PR-Agenturen tätig sein, solange sie journalistisch arbeiten. Kriterium für die DJV-Mitgliedschaft ist die hauptberufliche journalistische Tätigkeit. Neben klassischen tariflichen Aufgaben engagiert sich der DJV auch in Sachen Presse- und Informationsfreiheit sowie für die Qualität journalistischer Aus- und Weiterbildung. Er meldet sich zu allen medienpolitischen Fragen, vor allem im Zusammenhang mit der Pressefreiheit, zu Wort. 2006 stellte der DJV unter dem Slogan „Journalisten 21“ eine Kampagne zu Zukunftsperspektiven des Journalismus in den Mittelpunkt seiner Arbeit. 2007 bildete die Situation der Pressefreiheit im In- und Ausland den Schwerpunkt der Arbeit. Der DJV ist Mitunterzeichner der gemeinsamen Erklärung des Arbeitskreises Vorratsdatenspeicherung gegen den Gesetzesentwurf über die Vorratsdatenspeicherung. Die Sicherheit von Journalisten im Internet bzw. in der Online-Umgebung ist essentiell wie auch die Vermittlung von Technikfolgen-Abschätzungen an eine breitere Bevölkerung. Außerdem ist der DJV Teil des Gesellschafterkreises der 1949 gegründeten Presse-Versorgung, einer Versorgungseinrichtung für Journalisten und Medienfachleute. Im Frühjahr 2016 startete der DJV aufgrund sich häufender Übergriffe gegen Journalisten den Blog augenzeugen.info.

## Geschichte
Noch bevor der Deutsche Journalisten-Verband gegründet wurde, bestand in Berlin schon ein Verband der deutschen Presse im Freien Deutschen Gewerkschaftsbund, der bereits im April 1946 seine erste Mitgliederversammlung abgehalten hatte. Im Juli 1948 spaltet sich der Verband der deutschen Presse, nachdem es immer stärkere bemerkbare Versuche der kommunistischen SED gab, den Berliner Verband in ihre Hand zu bekommen. In Westberlin wurde daraufhin der Presseverband Berlin gegründet, der ehemalige Reichstagspräsident Paul Löbe übernahm dessen Vorsitz. Zu diesem Zeitpunkt bestanden in fast allen Bundesländern bereits Journalistenverbände, für die ein Zusammenschlusses gesucht wurde, was bis Ende 1949 dauern sollte.
Am 10. Dezember 1949 wurde der Deutschen Journalisten-Verband (DJV) auf dem ersten Verbandstag – damals Vertreterversammlung – in Berlin gegründet. Aus Kostengründen ließ die damalige Satzung zu, dass ein Delegierter mehrere Stimmen seiner Landesorganisation vertrat. Erster Vorsitzender wurde der Leiter des Hamburger Senatspresseamtes, Erich Klabunde, der ein Jahr später verstarb. Zu seinem Nachfolger wurde der Chefredakteur der Stuttgarter Zeitung, Helmut Cron, der den DJV bis 1953 führte. Erster Geschäftsführer wurde Hans Dawill, der bis zum Januar 1975 im Amt blieb.
Im März 1950 wird Bonn, dem Sitz der Bundesregierung, als Verbandssitz bestimmt und ein Büro errichtet.
Ende 1950 legte die noch junge Gewerkschaft einen ersten Bericht mit einer beachtliche Bilanz ihrer Aktivitäten vor: Formulierungen für die Grundsätze und der Vorschlag für ein Bundespressegesetz in der Hoffnung, dass sich die journalistische Arbeit in Erfüllung einer öffentlichen Aufgabe vollzieht; es wurde ein Manteltarifvertrag entworfen, der für Zeitungen, Zeitschriften, Rundfunk, Nachrichtenagenturen und Korrespondenzbüros gleichermaßen Gültigkeit haben sollte; eine Forderung setzte sich für die Mitbestimmung der journalistisch tätigen Arbeitnehmer ein. Verurteilt wurde auch die Verwertung ehemaliger Lizenzrechte durch einzelne Herausgeber, die ohne Rücksicht auf ihre Mitarbeiter ihre Anteile an Verlagen veräußerten beziehungsweise Verlagsunternehmen liquidierten. Der DJV setzte sich ebenfalls für die Pauschalisierung der Werbungskosten bei der Besteuerung ein sowie für die Aufwertung private Renten.
1960 wird der Verbandssitz in der Bennauerstraße 60 bezogen.
Von 1975 bis 1978 war Fritz Richert (* 1922 in Nürnberg; ab 1978 Leiter des Kulturamtes Stuttgart) Vorsitzender des Deutschen Journalisten-Verbandes. Nach 1985 wird Hubert Engeroff DJV-Bundesgeschäftsführer, zuvor war er beim hessischen Journalisten-Verband (hjv, heute DJV Landesverband Hessen e. V.) von 1980 bis 1985 Geschäftsführer.
Im Jahr 2000 eröffnete der DJV ein Hauptstadtbüro in Berlin und machte Berlin 2005 auch wieder zu seinem offiziellen Sitz.
Am 11. September 2007 meldete der Deutsche Journalisten-Verband Berlin (ein Landesverband des DJV) wegen bilanzieller Überschuldung Insolvenz an. Ab September 2008 ist der Landesverband laut Insolvenzplan wieder saniert und handlungsfähig. Die DJV Berlin Sozialfonds GmbH hingegen konnte nicht saniert werden; sie musste aufgelöst werden.

## Organisation
Es gibt 15 Landesverbände. Die Mitglieder des DJV können sich ehrenamtlich in ihren Bezirken und Landesverbänden, auch im Bundesverband engagieren. Dazu stehen ihnen zahlreiche Gremien zur Verfügung. Sie können Mitglied im jeweiligen Landesvorstand oder im siebenköpfigen Bundesvorstand werden. Als beratende Gremien der Vorstände stehen den Mitgliedern Fachausschüsse zur Mitarbeit offen. Sie sind nach Berufsgruppen bzw. Mediengattungen unterteilt und reichen von Tageszeitungen über freie Journalisten bis hin zum Rundfunk.
Der DJV ist unabhängig vom Deutschen Gewerkschaftsbund. Dessen Journalistenorganisation ist die Deutsche Journalistinnen- und Journalisten-Union in der Vereinten Dienstleistungsgewerkschaft (ver.di).

## Leistungen
Wie alle Berufsverbände ist der DJV Interessenvertretung seiner Mitglieder, unterstützt sie durch Informationen und Beratung und veranstaltet Tagungen, Kongresse und Stammtische. Er gewährt Rechtsschutz und bietet vergünstigte Versicherungen an.
Berufsspezifische Leistungen sind die Ausstellung von Presseausweisen, das Abonnement der Zeitschrift journalist sowie das DJV-Bildportal, eine Vermarktungsplattform für Bilder. Der DJV erarbeitet ausformulierte Grundsätze für die journalistische Arbeit, z. B. die Leitlinien zur Autorisierung von Interviews, und veröffentlicht sie.

## Der Journalist
Der DJV gibt seit 1967 seine Mitgliederzeitschrift journalist heraus. Das Blatt wurde durch den Verlag Rommerskirchen aus Remagen im Auftrag des DJV bis 2016 und bis Ende 2019 im Verlag New Business aus Hamburg produziert. Seit der Ausgabe Januar/Februar 2020 erscheint der journalist im Verlag Journalismus3000 aus Bonn.